# سولاوسي الوسطى
سولاويزي الوسطى، هي إحدى مقاطعات إندونيسيا، تقع في وسط جزيرة سولاويزي. بالو هي العاصمة الإدارية وأكبر مدينة في المقاطعة. تشترك سولاويزي الوسطى في حدودها مع جورونتالو من الشمال، وسولاويزي الغربية، وسولاويزي الجنوبية، وجنوب شرق سولاويزي من الجنوب، ومالوكو من الشرق، ويحدها مضيق ماكاسار من الغرب.
وفقًا لتعداد عام 2010، بلغ عدد سكان المقاطعة 2,635,009 نسمة، وبحلول تعداد 2020، ارتفع هذا الرقم إلى 2,985,734 نسمة، منهم 1,534,706 ذكور و1,451,028 أنثى. اعتبارًا من منتصف عام 2022، تشير التقديرات الرسمية إلى أن عدد السكان يبلغ 3,066,143 نسمة.
تبلغ مساحة سولاويزي الوسطى 61,605.72 كيلومتر مربع (23,786 ميل مربع)، وهي أكبر مساحة بين جميع مقاطعات جزيرة سولاويزي، وتضم ثاني أكبر عدد من السكان في جزيرة سولاويزي بعد مقاطعة سولاويزي الجنوبية.
تعد المقاطعة موطنًا لمجموعات عرقية متنوعة، بما في ذلك كايلي وتوليتولي وغيرهما. تعتبر اللغة الإندونيسية اللغة الرسمية للأغراض الرسمية والتواصل بين الأعراق، إلى جانب العديد من اللغات الأصلية التي يتحدث بها السكان الأصليون في المنطقة. الإسلام هو الدين السائد في المحافظة، يليه المسيحية التي يعتنقها في الغالب سكان الجزء الشرقي من المقاطعة.

## جزر المقاطعة
من أهم جزر المقاطعة:
- جزر توجيان
  - جزيرة توجيان
- جزر بانجاي
  - بيلانغ
  - جزيرة بانجاي
  - جزر بووكان وتشمل:
    - جزيرة بووكان
    - جزيرة لابوبو
    - جزيرة كيبونغان
    - جزيرة كيتودان
    - جزيرة تروبيتيناندو
    - جزيرة تيمباو
    - جزيرة سالو بيسار
    - جزيرة سالو كيسيل
    - جزيرة ماسيب
    - جزيرة بانغكولو